# Clarence Center
Clarence Center – jednostka osadnicza we wschodnich Stanach Zjednoczonych, w stanie Nowy Jork, w hrabstwie Erie. Jest to dalsze przedmieście Buffalo po północnowschodniej stronie miasta, na przedłużeniu bliżej położonego portu lotniczego Buffalo-Niagara.
Liczy ono 1747 mieszkańców (2000). Jest to miejsce katastrofy lotu Continental 3407 z 12 lutego 2009, gdzie samolot pasażerski z 49 osobami na pokładzie, podchodzący do lądowania (na drodze startowej na kierunku 23) spadł na płask na dom mieszkalny. Z trojga domowników, zginął ojciec, a matka i córka zostały poparzone.